# 赵处琪
赵处琪（1922年5月—2000年4月），山西孝义人。1941年7月加入中国共产党。中华人民共和国成立前主要在山西吕梁地区、晋绥地区等处任职，1949年南下湖南工作。历任长沙专署财政科长、湘潭专署财委副主任、专署副专员、湘潭地委财经部长、地委副书记、第二书记、行署专员；岳阳地委书记、革委会第一副主任；湖南省委常委、政工组副组长、组织部部长；湖南省委书记（时设第一书记）兼纪委书记；甘肃省委常务副书记；湖南省委常委、副书记。1985年7月退居二线，任中共湖南省顾问委员会常委、副主任。1994年4月离休。2000年4月在长沙病逝。